# رودلف هيلم
رودلف هيلم (بالألمانية: Rudolf Helm)‏ هو أستاذ جامعي ألماني، ولد في 2 مارس 1872 في برلين في ألمانيا، وتوفي في 29 نوفمبر 1966 في كيل في ألمانيا.

## وصلات خارجية
- رودلف هيلم على موقع مونزينجر (الألمانية)